# Grupo Montparnasse
Le Grupo Montparnasse a été fondé en 1923 à Santiago du Chili. Il regroupe des artistes chiliens qui ont fréquenté le milieu artistique du quartier du Montparnasse, à Paris, au début du XXe siècle.
Ses membres fondateurs, Luis Vargas Rosas et Camilo Mori notamment ont exposé au Salon d'automne en 1920, où ils ont rencontré Juan Gris, Pablo Picasso et d'autres artistes qui expérimentaient les nouvelles tendances du moment comme le cubisme et l'expressionnisme.
La première exposition du groupe s'est tenue à Santiago du Chili en 1923. Elle est marquée par une forte influence du postimpressionnisme, et notamment par celle du travail de Paul Cézanne. Le Salon de Juin en 1925 voit une nouvelle génération de peintres se joindre au groupe. Les membres du Grupo Monaparnasse ont profondément renouvelé les normes de la peinture chilienne.

## Membres du groupe
- Graciela Aranis (1908-1996)
- Marco Bontá (1899-1974)
- Pablo Burchard (1873 -1960)
- Jorge Caballero (1902-1992)
- Isaías Cabezón (1891-1963)
- Hector Cáceres (1897-1980)
- Ana Cortés (1906-1998)
- Augusto Eguiluz (1893-1969)
- Jorge Letelier (1887-1966)
- Camilo Mori (1896 -1973)
- Julio Ortiz de Zárate (1885-1943)
- Henriette Petit (1894-1983)
- José Perotti (1898-1956)
- Inés Puyó (1906-1996)
- Luis Vargas Rosas (1897-1977)
- Pablo Vidor (1892-1991)
- Waldo Vila (1894-1979)
- Marta Villanueva (1900-1995)
- Álvaro Yáñez Bianchi "Juan Emar" (1893-1964)